# Fed (geografi)
 For alternative betydninger, se fed. (Se også artikler, som begynder med fed)
Et fed er en halvø på marint forland bestående af strandvolde med lavere partier ind imellem (tilgroningsforland). Fed er opbyggede af flere landskabelige underformer så som strandengsflader, mindre lagunesøer og vader. Fed udvikler sig, når odder (barrierer eller strandvolde) vokser og bliver bredere.
Mange fed er ynglesteder for strandengsfugle og kolonirugende kystfugle samt betydningsfulde rasteområder for vadefugle, andefugle og rovfugle. Blandt standengs-ynglefugle kan nævnes gravand og stormmåge. Blandt rastende vadefugle kan nævnes svømmeænder.

## Udbredelse
Fed forekommer over det meste af Danmark, fortrinsvis i de østlige egne.
Karakteristiske fed-lokaliteter er Danzigman, Holmtange, Endelaves nordlige del, Skansehage, Agersøs sydende, Sevedø fed, Glænø vesterfed, Enø overdrev, Præstø Fed, Dybsø, Ulvshale, Albuen, Hyllekrog.